# Нижна Ситница
Нижна Ситница (на словашки: Nižná Sitnica) е село в източна Словакия, в Прешовски край, в окръг Хумене. Според Статистическа служба на Словашката република към 31 декември 2021 г. селото има 293 жители.
Разположено е на 169 m надморска височина, на 21 km северозападно от Хумене. Площта му е 9,17 km². Кметът на селото е Станислав Ракар.